# Telegram (album)
 For alternative betydninger, se Telegram (flertydig). (Se også artikler, som begynder med Telegram)
Telegram er et album fra januar 1997 af den islandske sanger Björk, udgivet på pladeselskabet One Little Indian.

## Numre
1. "Possibly Maybe (Lucy mix)" – 3:02
2. "Hyperballad (Brodski quartet version)" – 4:20
3. "Enjoy (Further over the edge mix)" – 4:19
4. "My Spine" – 2:33
5. "I Miss You (Dobie's rub part one – sunshine mix)" – 5:33
6. "Isobel (Deodato mix)" – 6:09
7. "You've Been Flirting Again (Flirt is a promise mix)" – 3:20
8. "Cover Me (Dillinja mix)" – 8:21
9. "Army of Me (Massey mix)" – 5:15
10. "Headphones (Mika Vaionio remix)" – 6:21

## Ekstern henvisning
- Telegram mini-site Arkiveret 2. april 2004 hos  Wayback Machine